# Gruppo per una Svizzera senza Esercito
Il Gruppo per una Svizzera senza Esercito, abbreviato in GSsE, (Gruppe für eine Schweiz ohne Armee GSoA, in tedesco, Groupe pour une Suisse sans armée GSsA, in francese, o Group for a Switzerland without an Army, in inglese) è un'associazione elvetica che mira all'abolizione delle forze armate svizzere, composte dall'Esercito svizzero e dalle Forze aeree svizzere.
L'associazione, fondata il 12 settembre 1982 a Soletta da un centinaio di membri, conta ora 25 000 partecipanti, in maggioranza pacifisti.
Nel 1986 il gruppo lanciò la sua prima iniziativa chiamata Für eine Schweiz ohne Armee und für eine umfassende Friedenspolitik, sottoscritta da 111 300 persone (contro le 100 000 firme richieste). Il 26 novembre 1989 il 68,6% degli aventi diritto al voto, ha espresso il proprio parere: 1 052 218 persone (35,6%) votarono in favore della mozione.
Il 22 settembre 2013 il popolo svizzero si è trovato nuovamente a prendere posizione sull'abolizione del servizio militare obbligatorio, con un netto 75% di NO I votanti si sono espressi contro l'iniziativa del GSsE, dando un chiaro segnale di sostegno all'Esercito e al suo sistema di milizia.